# Trichospermum mexicanum
Trichospermum mexicanum là một loài thực vật có hoa trong họ Cẩm quỳ. Loài này được (DC.) Baill. miêu tả khoa học đầu tiên năm 1872.